# David Muñoz (Radsportler)

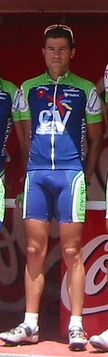
David Muñoz bei der Euskal Bizikleta 2005

David Muñoz Banon (* 9. Juni 1979 in Elche) ist ein ehemaliger spanischer Radrennfahrer.
David Muñoz begann seine Karriere 2001 bei dem spanischen Radsport-Team Kelme-Costa Blanca. In seinem zweiten Jahr konnte er seinen ersten Profisieg feiern, ein Etappensieg bei der Portugal-Rundfahrt. Seit 2004 fährt er für die Nachfolge-Mannschaft Comunidad Valenciana. Beim Giro del Trentino 2006 entschied Muñoz eine Etappe für sich. Im Dopingskandal Fuentes wurde sein Name auf der Liste der Fahrer aufgeführt, die bei dem umstrittenen Arzt Eufemiano Fuentes Kunde gewesen sollen.

## Palmarès
2002
- eine Etappe Portugal-Rundfahrt

2006
- eine Etappe Giro del Trentino

## Teams
- 2001 Kelme-Costa Blanca
- 2002 Kelme-Costa Blanca
- 2003 Kelme-Costa Blanca
- 2004 Comunidad Valenciana-Kelme
- 2005 Comunidad Valenciana-Elche
- 2006 Comunidad Valenciana
- 2007 Fuerteventura-Canarias